# Радике Само
Радике Само (енгл. Radike Samo; 9. јул 1976) професионални је аустралијски рагбиста, који тренутно игра за Квинсленд каунтри. Рођен је на Фиџију, где је рагби најпопуларнији спорт. Играо је за младу репрезентацију Фиџија до 19 година. 2000. године заиграо је у најјачој лиги на свету. Провео је 6 сезона у брамбисима, а онда је добио понуду да пређе у Европу. Преговарао је са Кардифом и Стад Франсом, определио се за француски клуб. Постигао је есеј на свом дебију за Стад Франс, а дао је и есеј у финалу француске лиге (2007). После једне сезоне у Топ 14, провео је 3 године у јапанској лиги. 2010. се вратио у Аустралију. Потписао је за Редсе са којима је освојио супер рагби 2011. За "валабисе" је дебитовао против Шкотске 2004. Са брамбисима је освојио 2 пута супер рагби (2001, 2004). За "валабисе" је до сада одиграо 23 утакмице и постигао 15 поена.